# Luís Fabiano
Luís Fabiano Clemente (Campinas, 8 de noviembre de 1980), también simplemente conocido como Luís Fabiano, es un exfutbolista brasileño nacionalizado español que jugaba de delantero.

## Trayectoria

### Inicios de su carrera
Luís Fabiano gozó de gran éxito durante dos temporadas con el club brasileño Sao Paulo, por lo que fue fichado por el Rennes francés, donde militó una temporada. Su fuerza sobre el balón, precisión en el remate y velocidad le convirtieron en una parte vital del equipo que cayó en las semifinales de 2004 de la Copa Libertadores de América. Fabiano fue llamado el "chico malo" del fútbol brasileño ya que fue el causante de una serie de peleas al término del partido. Durante un partido de la Copa Sudamericana 2003 entre el São Paulo y el River Plate de Argentina, estalló una pelea entre los jugadores. Fabiano corrió detrás de un jugador de River y le dio una patada por debajo del cuello, por lo que se le impuso una sanción de tres partidos para todas las competiciones.

### Porto
Luis Fabiano fichó por el Porto en 2005 por un contrato de 10 millones de €. Tuvo una temporada problemática, anotando sólo 3 goles en 22 partidos. Esto llevó a Fabiano a ser trasladado al Sevilla FC. Sevilla firmó el 25% derecho económico de Porto y más tarde firmó un 10% de Servicios del balompié por 1,2 millones de €, con un precio preestablecido de los restos 65% de los derechos de 7.150.000 € para ser extirpados antes del 15 de abril de 2007, sin embargo, nunca fue extirpada. Por otra parte, el Sevilla tuvo que pagar Río Fútbol Servicios 450.000 € al año. Finalmente la propiedad a terceros había llegado a la corte.
Allí, Luís Fabiano se reunió con su compañero de equipo internacional Diego con quien jugó con la Copa América 2004.

### Sevilla

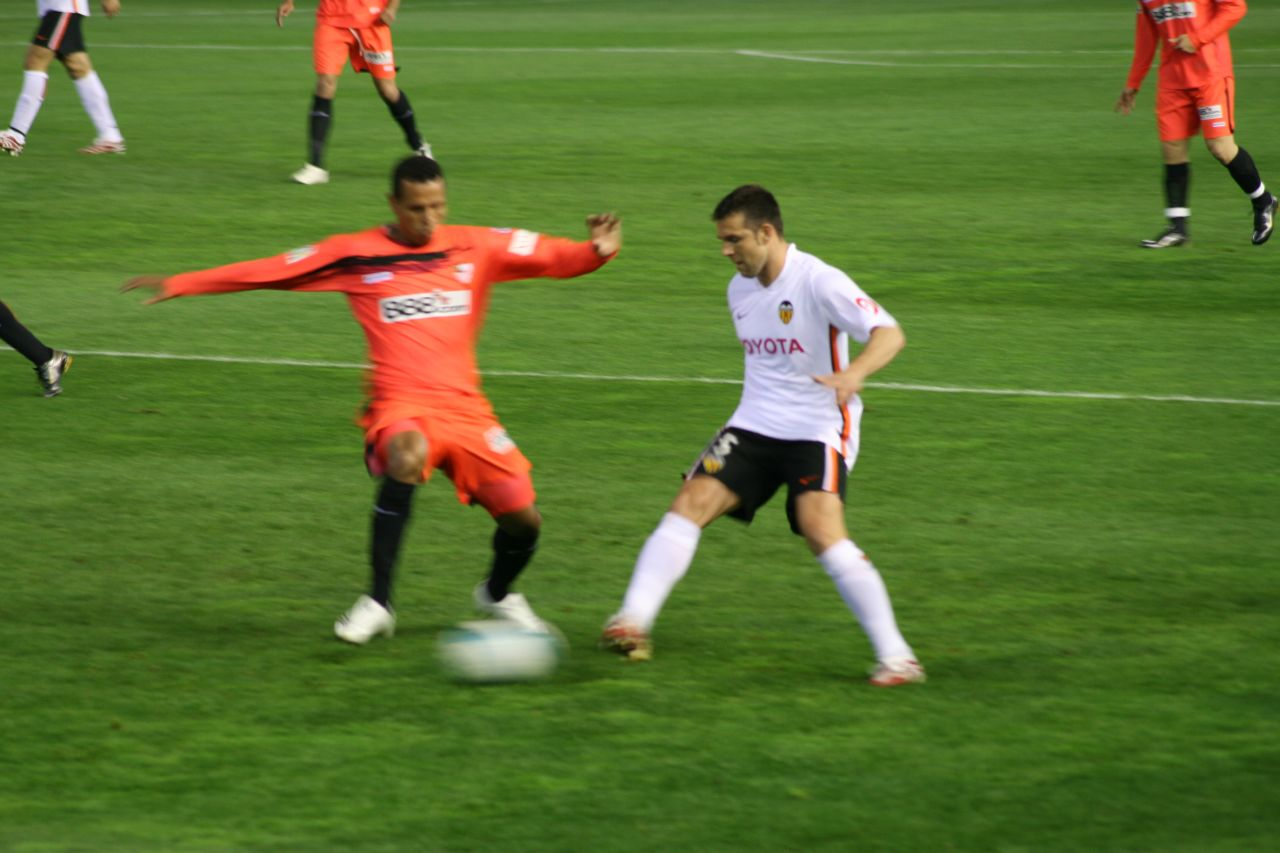
Luis Fabiano con el Sevilla en un partido contra el Valencia.

El 10 de mayo de 2006, Fabiano anotó en la victoria por 4-0 del Sevilla sobre el Middlesbrough en la final de Copa de la UEFA. El éxito continuó en la temporada 2007-08, Fabiano terminó segundo en el Trofeo Pichichi con 24 goles (incluidos 2 de penal), sólo superado por Dani Güiza, con un total de 27 goles. Esto llevó a Fabiano a ser convocado por la selección. En 2009, Fabiano renovó su contrato con el Sevilla hasta 2011.
El 30 de agosto de 2010, después de numerosos rumores durante todo el verano sobre su marcha, llegó a un acuerdo con el Sevilla para la ampliación de su contrato hasta junio de 2013 sobre la renovación declaró en sus intenciones: "Esta es mi casa, he estado aquí seis temporadas y yo trataré de seguir marcando goles y seguir haciendo historia en el Sevilla".

### São Paulo
El 13 de marzo de 2011, firmó contrato con el São Paulo, club donde se dio a conocer, por la cantidad de 7.6 millones de euros.
Fue recibido por los 45.000 aficionados en su presentación en el estadio Morumbi. El 29 de julio de 2012, jugando contra el Flamengo, Fabiano anotó dos goles y se convirtió así en el séptimo goleador más prolífico de São Paulo en la historia, superando a la leyenda brasileña Leônidas da Silva. El 26 de agosto de 2012, Luís Fabiano marcó dos goles en la victoria de São Paulo contra el Corinthians por 2-1.

### Tianjin Quanjian
En las filas del Tianjin Quanjian, equipo entrenado por el campeón del mundo italiano Fabio Cannavaro, Luís Fabiano anotó 23 goles en los 29 partidos que jugó en la China League One (la segunda división del país), que fueron claves para conseguir el objetivo del ascenso a la Superliga.
Sin embargo, el cambio en las reglas sobre extranjeros en la máxima división china y el fichaje de otros dos delanteros foráneos como el colombiano Palacios y el también brasileño Alexandre Pato dejaron sin lugar en la plantilla a Luís Fabiano.

### Vasco da Gama
En febrero de 2017, resuelta su rescisión del Tianjin Quanjian, el exdelantero del Sevilla cerró un acuerdo de dos años de duración con el Vasco da Gama, según anunció la institución carioca. Acabó jugando un total de veinte partidos y marcando seis goles.

### Ponte Preta
En septiembre de 2018 se hizo oficial su vuelta a la Ponte Preta, el club en el que debutó como profesional, de cara a la temporada 2019.

### Retirada deportiva y posible vuelta
A pesar de estar preparándose para su retorno a los terrenos de juego con el Ponte Preta no terminó jugando con el equipo por lo que decidió retirarse el 11 de diciembre de 2021 definitivamente. Tres años después el Esporte Clube São José, que militaba en la Serie C, le ofreció un contrato. Al interés del São José se sumaban el del Inter de Limeira y Ponte Preta.

## Selección nacional

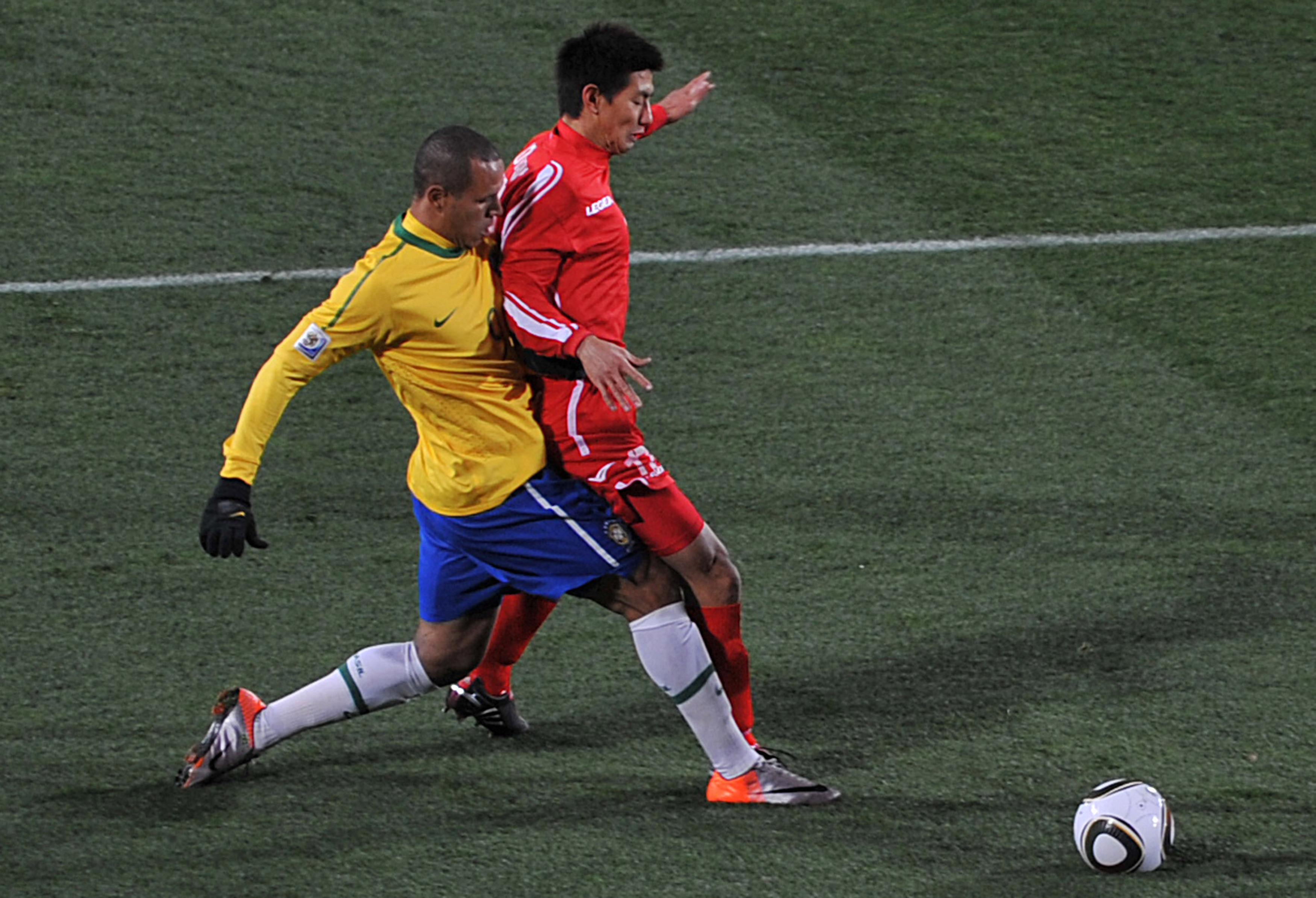
Luis Fabiano con en Sudáfrica 2010, jugando ante.

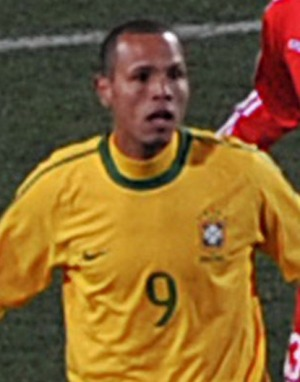
Luis Fabiano con la.

Luís Fabiano hizo su debut para Brasil el 11 de junio de 2003 en un amistoso contra Nigeria, marcando un gol en su debut antes de ser sustituido. También se incluyó en el equipo de Brasil para la Copa FIFA Confederaciones 2003, pero no anotó ningún gol en esa competición.
Ganó la Copa América 2004 con Brasil, donde fue titular en los cinco partidos junto a su compañero delantero Adriano. Sin embargo, durante su mala racha en Europa con el FC Porto y el Sevilla FC, no anotó goles internacionales durante más de tres años, algo que también hizo que no fuera convocado ni a las Eliminatorias al Mundial 2006 durante todo el año 2005, ni el mismo mundial. Finalmente fue convocado a la selección nacional en noviembre de 2007 para un partido de clasificación para la Copa del Mundo. El 19 de noviembre de 2008, Luís Fabiano anotó su primer triplete internacional en un partido amistoso contra Portugal en Brasilia. El partido terminó en una victoria de 6-2 para Brasil.
El 28 de junio de 2009, anotó dos goles en la final de la Copa Confederaciones derrotando a los Estados Unidos. Además de ganar el título de campeón, obtuvo la Bota de Oro al marcar cinco goles, y el Balón de Plata como el segundo mejor jugador del torneo.
Luís Fabiano fue incluido en la lista de los 23 que jugaran para Brasil en Sudáfrica 2010, el primer encuentro contra Corea del Norte no logró anotar un gol pero a pesar de ello el encuentro terminó 2-1 a favor de Brasil, en el segundo encuentro contra Costa de Marfil anotó su primer doblete mundialista y uno de sus goles fue el que generó más polémica porque uso el brazo de apoyo algo que el mismo confirmó aunque afirmó que fue involuntario, ya en octavos se enfrentaron ante Chile logra marcar el segundo gol de los 3 tantos acabando el marcador 3-0, luego en cuartos de final cayeron ante Países Bajos por 2-1 donde no logró anotar ningún gol, acabando el Mundial 2010 con 3 goles en 5 partidos.

### Participaciones en Copas del Mundo
| Mundial           | Sede      | Resultado        | Partidos | Goles | Prom. |
| ----------------- | --------- | ---------------- | -------- | ----- | ----- |
| Copa Mundial 2010 | Sudáfrica | Cuartos de final | 5        | 3     | 0,60  |

### Participaciones en Copa América
| Copa              | Sede | Resultado | Partidos | Goles | Prom. |
| ----------------- | ---- | --------- | -------- | ----- | ----- |
| Copa América 2004 | Perú | Campeón   | 6        | 2     | 0,33  |

## Estadísticas

### Clubes
| Club | Div.          | Temporada     | Liga  | Liga  | Liga   | Regional(1) | Regional(1) | Regional(1) | Copas nacionales(2) | Copas nacionales(2) | Copas nacionales(2) | Torneos internacionales(3) | Torneos internacionales(3) | Torneos internacionales(3) | Total(4) | Total(4) | Total(4) | Media goleadora |
| Club | Div.          | Temporada     | Part. | Goles | Asist. | Part.       | Goles       | Asist.      | Part.               | Goles               | Asist.              | Part.                      | Goles                      | Asist.                     | Part.    | Goles    | Asist.   | Media goleadora |
| --- | ------------- | ------------- | ----- | ----- | ------ | ----------- | ----------- | ----------- | ------------------- | ------------------- | ------------------- | -------------------------- | -------------------------- | -------------------------- | -------- | -------- | -------- | --------------- |
| Ponte Preta · Brasil |               |               |       |       |        |             |             |             |                     |                     |                     |                            |                            |                            |          |          |          |                 |
| 1.ª | 1998          | 7             | 2     | 1     | 7      | 1           | 1           | —           | —                   | —                   | —                   | —                          | —                          | 14                         | 3        | 2        | 0,21     |                 |
| 1.ª | 1999          | 5             | 1     | 0     | 17     | 10          | 2           | 4           | 0                   | 1                   | —                   | —                          | —                          | 26                         | 11       | 3        | 0,42     |                 |
| 1.ª | 2000          | —             | —     | —     | 18     | 11          | 4           | 4           | 1                   | 1                   | —                   | —                          | —                          | 22                         | 12       | 5        | 0,55     |                 |
| Total club | Total club    | 12            | 3     | 1     | 42     | 22          | 7           | 4           | 1                   | 2                   | 0                   | 0                          | 0                          | 58                         | 26       | 10       | 0,45     |                 |
| Stade Rennais Francia |               |               |       |       |        |             |             |             |                     |                     |                     |                            |                            |                            |          |          |          |                 |
| 1.ª | 2000-01       | 7             | 0     | 0     | —      | —           | —           | —           | —                   | —                   | —                   | —                          | —                          | 7                          | 0        | 0        | 0,00     |                 |
| 1.ª | 2001-02       | 4             | 0     | 0     | —      | —           | —           | 1           | 0                   | 0                   | —                   | —                          | —                          | 5                          | 0        | 0        | 0,00     |                 |
| Total club | Total club    | 11            | 0     | 0     | 0      | 0           | 0           | 1           | 0                   | 0                   | 0                   | 0                          | 0                          | 12                         | 0        | 0        | 0,00     |                 |
| São Paulo · Brasil |               |               |       |       |        |             |             |             |                     |                     |                     |                            |                            |                            |          |          |          |                 |
| 1.ª | 2001          | 22            | 9     | 4     | 11     | 7           | 3           | 10          | 12                  | 1                   | 6                   | 2                          | 1                          | 49                         | 30       | 9        | 0,61     |                 |
| 1.ª | 2002          | 23            | 19    | 6     | —      | —           | —           | 2           | 2                   | 0                   | —                   | —                          | —                          | 25                         | 21       | 6        | 0,84     |                 |
| 1.ª | 2003          | 34            | 29    | 7     | 10     | 8           | 2           | 8           | 8                   | 2                   | 4                   | 1                          | 0                          | 56                         | 46       | 11       | 0,82     |                 |
| 1.ª | 2004          | 8             | 5     | 1     | 9      | 8           | 2           | —           | —                   | —                   | 12                  | 8                          | 1                          | 29                         | 21       | 4        | 0,72     |                 |
| 1.ª | 2011          | 10            | 6     | 3     | —      | —           | —           | —           | —                   | —                   | 2                   | 1                          | 0                          | 12                         | 7        | 3        | 0,58     |                 |
| 1.ª | 2012          | 22            | 17    | 3     | 8      | 5           | 1           | 9           | 8                   | 3                   | 5                   | 1                          | 0                          | 44                         | 31       | 7        | 0,71     |                 |
| 1.ª | 2013          | 24            | 6     | 1     | 13     | 8           | 1           | —           | —                   | —                   | 13                  | 7                          | 2                          | 50                         | 21       | 4        | 0,42     |                 |
| 1.ª | 2014          | 23            | 9     | 1     | 14     | 9           | 0           | 3           | 2                   | 0                   | 3                   | 0                          | 0                          | 43                         | 20       | 1        | 0,47     |                 |
| 1.ª | 2015          | 22            | 8     | 2     | 7      | 3           | 1           | 4           | 1                   | 1                   | 6                   | 1                          | 0                          | 39                         | 13       | 4        | 0,33     |                 |
| Total club | Total club    | 188           | 108   | 28    | 72     | 48          | 10          | 36          | 33                  | 7                   | 51                  | 21                         | 4                          | 347                        | 210      | 49       | 0,61     |                 |
| FC Porto Portugal |               |               |       |       |        |             |             |             |                     |                     |                     |                            |                            |                            |          |          |          |                 |
| 1.ª | 2004-05       | 22            | 3     | 2     | —      | —           | —           | —           | —                   | —                   | 5                   | 0                          | 0                          | 27                         | 3        | 2        | 0,11     |                 |
| Total club | Total club    | 22            | 3     | 2     | 0      | 0           | 0           | 0           | 0                   | 0                   | 5                   | 0                          | 0                          | 27                         | 3        | 2        | 0,11     |                 |
| Sevilla FC · España |               |               |       |       |        |             |             |             |                     |                     |                     |                            |                            |                            |          |          |          |                 |
| 1.ª | 2005-06       | 23            | 5     | 1     | —      | —           | —           | 2           | 0                   | 0                   | 12                  | 2                          | 0                          | 37                         | 7        | 1        | 0,19     |                 |
| 1.ª | 2006-07       | 26            | 10    | 4     | —      | —           | —           | 4           | 1                   | 0                   | 10                  | 4                          | 1                          | 40                         | 15       | 5        | 0,38     |                 |
| 1.ª | 2007-08       | 30            | 24    | 2     | —      | —           | —           | 4           | 2                   | 0                   | 11                  | 8                          | 2                          | 45                         | 34       | 4        | 0,76     |                 |
| 1.ª | 2008-09       | 26            | 8     | 0     | —      | —           | —           | 7           | 6                   | 0                   | 4                   | 2                          | 0                          | 37                         | 16       | 0        | 0,43     |                 |
| 1.ª | 2009-10       | 23            | 15    | 3     | —      | —           | —           | 6           | 4                   | 1                   | 6                   | 2                          | 4                          | 35                         | 21       | 8        | 0,60     |                 |
| 1.ª | 2010-11       | 21            | 10    | 1     | —      | —           | —           | 6           | 2                   | 0                   | 8                   | 2                          | 0                          | 35                         | 14       | 1        | 0,40     |                 |
| Total club | Total club    | 149           | 72    | 11    | 0      | 0           | 0           | 29          | 15                  | 1                   | 51                  | 20                         | 7                          | 229                        | 107      | 19       | 0,47     |                 |
| Tianjin Quanjian China |               |               |       |       |        |             |             |             |                     |                     |                     |                            |                            |                            |          |          |          |                 |
| 2.ª | 2016          | 28            | 22    | 3     | —      | —           | —           | 1           | 1                   | 1                   | —                   | —                          | —                          | 29                         | 23       | 4        | 0,79     |                 |
| Total club | Total club    | 28            | 22    | 3     | 0      | 0           | 0           | 1           | 1                   | 1                   | 0                   | 0                          | 0                          | 29                         | 23       | 4        | 0,79     |                 |
| Vasco da Gama · Brasil |               |               |       |       |        |             |             |             |                     |                     |                     |                            |                            |                            |          |          |          |                 |
| 1.ª | 2017          | 12            | 5     | 2     | 7      | 1           | 0           | 1           | 0                   | 0                   | —                   | —                          | —                          | 20                         | 6        | 2        | 0,30     |                 |
| Total club | Total club    | 12            | 5     | 2     | 7      | 1           | 0           | 1           | 0                   | 0                   | 0                   | 0                          | 0                          | 20                         | 6        | 2        | 0,30     |                 |
| Total carrera | Total carrera | Total carrera | 422   | 213   | 47     | 121         | 71          | 17          | 72                  | 50                  | 11                  | 107                        | 41                         | 11                         | 722      | 375      | 86       | 0,52            |
| (1) Incluye datos del Campeonato Paulista Segunda División (1998-99); Torneo Río-São Paulo (2001); Campeonato Paulista (2000-15); Campeonato Carioca (2017). (2) Incluye datos de la Copa dos Campeões (2001-02); Copa de la Liga de Francia (2002); Copa del Rey / Supercopa de España (2006-11); Copa de China (2016); Copa de Brasil (1999-17). (3) Incluye datos de la Copa Mercosur (2001); Copa Intercontinental (2004); Liga de Campeones de la UEFA (2004-10); Copa de la UEFA/Liga Europa de la UEFA / Supercopa de la UEFA (2005-11); Copa Sudamericana (2003-14); Copa Libertadores / Recopa Sudamericana (2004-15). (4) No incluye goles en partidos amistosos. |               |               |       |       |        |             |             |             |                     |                     |                     |                            |                            |                            |          |          |          |                 |

### Selección
| Selección | Temporada     | Amistosos | Amistosos | Amistosos | Sudamérica(1) | Sudamérica(1) | Sudamérica(1) | Mundial(2) | Mundial(2) | Mundial(2) | Total | Total | Total  | Media goleadora |
| Selección | Temporada     | Part.     | Goles     | Asist.    | Part.         | Goles         | Asist.        | Part.      | Goles      | Asist.     | Part. | Goles | Asist. | Media goleadora |
| --- | ------------- | --------- | --------- | --------- | ------------- | ------------- | ------------- | ---------- | ---------- | ---------- | ----- | ----- | ------ | --------------- |
| Absoluta · Brasil | 2003          | 1         | 1         | 0         | 2             | 0             | 0             | —          | —          | —          | 3     | 1     | 0      | 0,33            |
| Absoluta · Brasil | 2004          | 1         | 2         | 0         | 8             | 3             | 2             | —          | —          | —          | 9     | 5     | 2      | 0,56            |
| Absoluta · Brasil | 2005          | —         | —         | —         | —             | —             | —             | —          | —          | —          | 0     | 0     | 0      | 0,00            |
| Absoluta · Brasil | 2006          | —         | —         | —         | —             | —             | —             | —          | —          | —          | 0     | 0     | 0      | 0,00            |
| Absoluta · Brasil | 2007          | —         | —         | —         | 2             | 2             | 0             | —          | —          | —          | 2     | 2     | 0      | 1,00            |
| Absoluta · Brasil | 2008          | 5         | 4         | 1         | 4             | 2             | 1             | —          | —          | —          | 9     | 6     | 2      | 0,67            |
| Absoluta · Brasil | 2009          | 4         | 1         | 0         | 4             | 5             | 0             | 5          | 5          | 0          | 13    | 11    | 0      | 0,85            |
| Absoluta · Brasil | 2010          | 2         | 0         | 0         | —             | —             | —             | 5          | 3          | 0          | 7     | 3     | 0      | 0,43            |
| Absoluta · Brasil | 2011          | —         | —         | —         | —             | —             | —             | —          | —          | —          | 0     | 0     | 0      | 0,00            |
| Absoluta · Brasil | 2012          | 1         | 0         | 0         | —             | —             | —             | —          | —          | —          | 1     | 0     | 0      | 0,00            |
| Absoluta · Brasil | 2013          | 1         | 0         | 0         | —             | —             | —             | —          | —          | —          | 1     | 0     | 0      | 0,00            |
| Absoluta · Brasil | Total         | 15        | 8         | 1         | 20            | 12            | 3             | 10         | 8          | 0          | 45    | 28    | 4      | 0,62            |
| Total carrera | Total carrera | 15        | 8         | 1         | 20            | 12            | 3             | 10         | 8          | 0          | 45    | 28    | 4      | 0,62            |
| (1) Incluye los partidos de la Clasificatorias Sudamericanas / Copa América (2003-09). (2) Incluye los partidos de la Copa FIFA Confederaciones (2009). |               |           |           |           |               |               |               |            |            |            |       |       |        |                 |

### Resumen estadístico
| Competición           | Partidos | Goles | Promedio | Asistencias | Promedio | Goles y asistencias | Promedio |
| --------------------- | -------- | ----- | -------- | ----------- | -------- | ------------------- | -------- |
| Primera División      | 394      | 191   | 0,49     | 44          | 0,11     | 235                 | 0,60     |
| Segunda División      | 28       | 22    | 0,79     | 3           | 0,11     | 25                  | 0,89     |
| Regional              | 121      | 71    | 0,59     | 17          | 0,14     | 88                  | 0,73     |
| Copas nacionales      | 72       | 50    | 0,69     | 11          | 0,15     | 61                  | 0,85     |
| Copas internacionales | 107      | 41    | 0,38     | 11          | 0,10     | 52                  | 0,49     |
| Selección absoluta    | 45       | 28    | 0,62     | 4           | 0,09     | 32                  | 0,71     |
| Total                 | 767      | 403   | 0,53     | 90          | 0,12     | 493                 | 0,64     |

### Hat-tricks
| 1  | 2 de mayo de 2001       | Morumbi, São Paulo       | São Paulo - Vitória                |  | 3 - 0 | Copa de Brasil 2001      |
| 2  | 6 de noviembre de 2002  | Morumbi, São Paulo       | São Paulo - Vasco da Gama          |  | 5 - 3 | Copa de Brasil 2003      |
| 3  | 6 de marzo de 2003      | Morumbi, São Paulo       | São Paulo - Portuguesa             |  | 5 - 0 | Campeonato Paulista 2003 |
| 4  | 12 de marzo de 2003     | Morumbi, São Paulo       | São Paulo - São Raimundo           |  | 6 - 0 | Copa de Brasil 2003      |
| 5  | 1 de febrero de 2004    | Ulrico Mursa, Santos     | Portuguesa - São Paulo             |  | 1 - 4 | Campeonato Paulista 2004 |
| 6  | 19 de noviembre de 2008 | Bezerrão, Gama           | Brasil - Portugal                  |  | 6 - 2 | Amistoso                 |
| 7  | 13 de noviembre de 2008 | Sánchez-Pizjuán, Sevilla | Sevilla - Ponferradina             |  | 4 - 0 | Copa del Rey 2008-09     |
| 8  | 22 de enero de 2011     | Sánchez-Pizjuán, Sevilla | Sevilla - Levante                  |  | 4 - 1 | La Liga 2010-11          |
| 9  | 14 de marzo de 2012     | Morumbi, São Paulo       | São Paulo - Independente (PA)      |  | 4 - 0 | Copa de Brasil 2012      |
| 10 | 29 de enero de 2014     | Morumbi, São Paulo       | São Paulo - Río Claro              |  | 6 - 3 | Campeonato Paulista 2014 |
| 11 | 19 de marzo de 2016     | Shaoxing City SC, Dalian | Zhejiang Yiteng - Tianjin Quanjian |  | 2 - 5 | Superliga de China 2016  |

## Palmarés

### Campeonatos nacionales
| Título               | Club            | País   | Año  |
| -------------------- | --------------- | ------ | ---- |
| Torneo Río-São Paulo | São Paulo       | Brasil | 2001 |
| Copa del Rey         | Sevilla         | España | 2007 |
| Supercopa de España  | Sevilla         | España | 2007 |
| Copa del Rey         | Sevilla         | España | 2010 |
| China League One     | Tianjin Tianhai | China  | 2016 |

### Torneos internacionales
| Título                | Club (*)            | Sede      | Año  |
| --------------------- | ------------------- | --------- | ---- |
| Copa América          | Selección de Brasil | Perú      | 2004 |
| Copa Intercontinental | Porto               | Yokohama  | 2004 |
| Copa de la UEFA       | Sevilla             | Eindhoven | 2006 |
| Supercopa de Europa   | Sevilla             | Mónaco    | 2006 |
| Copa de la UEFA       | Sevilla             | Glasgow   | 2007 |
| Copa Confederaciones  | Selección de Brasil | Sudáfrica | 2009 |
| Copa Sudamericana     | São Paulo           | São Paulo | 2012 |

### Distinciones individuales
| Distinción                                        | Año        |
| ------------------------------------------------- | ---------- |
| Máximo goleador del Brasileirão (19 goles)        | 2002       |
| Placar Magazine Balón de Plata del Brasil         | 2002, 2003 |
| Placar Magazine Bota de Oro del Brasil            | 2003       |
| Máximo goleador de la Copa Libertadores (8 goles) | 2004       |
| Mejor delantero de la Copa Libertadores           | 2004       |
| Bota de Oro de la Copa Confederaciones            | 2009       |
| Balón de Plata de la Copa Confederaciones         | 2009       |
| Troféu Samba de Bronze                            | 2008       |
| Máximo goleador de la Copa del Rey (7 goles)      | 2009       |
| Troféu Samba de Oro                               | 2009       |
| Máximo goleador brasileño del siglo XXI (IFFHS)   | 2012       |